# Жейно
Жейно (словен. Žejno) — поселення в общині Брежиці, Споднєпосавський регіон, Словенія. Висота над рівнем моря: 257,3 м.